# Beverly Sills
Pour les articles homonymes, voir Silverman.
Beverly Sills, née Belle Silverman à Brooklyn le 25 mai 1929 et morte à New York le 2 juillet 2007, est une soprano américaine, particulièrement associée au répertoire français et au bel canto italien.

## Biographie
Enfant prodige, influencée par sa mère qui écoutait de manière compulsive les disques de Amelita Galli-Curci, elle chante dès l'âge de trois ans à la radio américaine et devient une invitée régulière des émissions de radio des années 1930. Elle commence à sept ans des études privées de chant avec Estelle Liebling, dernière élève de Mathilde Marchesi, et qui sera son seul professeur. Chez elle, elle rencontre Maria Jeritza qui la soutient à ses débuts. Elle chante d'abord de la musique populaire dans les cabarets de New York, avant de faire ses débuts à l'opéra en 1947, à Philadelphie, dans le rôle de Frasquita dans Carmen.
Engagée par la « Charles Wagner Opera Company », elle part en tournée à travers les États-Unis chantant divers petits rôles. Elle fait ses débuts à San Francisco en 1953, dans le rôle d'Élena dans Mefistofele, elle y chante également Elvira dans  Don Giovanni. Dès 1956, elle a joué devant un public de plus de 13,000 invités au Stade Lewisohn sous la direction d' Alfredo Antonini. Sills a effectué des arias sélectionnées de l'opéra de  Vincenzo Bellini, I Puritani. Après plusieurs auditions, elle est finalement engagée au New York City Opera, où elle débute le 29 octobre 1955, dans le rôle de Rosalinde dans La Chauve-Souris. C'est dans cette maison qu'elle obtient son premier grand succès en 1959, dans le rôle-titre de l'opéra américain The Ballad of Baby Doe de Douglas Moore. Son répertoire comprend Violetta de La Traviata, Marguerite de Faust, les quatre héroïnes des Contes d'Hoffmann, la Reine dans Le Coq d'or de Rimski-Korsakov.
La consécration viendra en 1966, dans le rôle de Cléopâtre dans Giulio Cesare de Haendel, toujours au NYCO. C'est le triomphe et sa vocation de belcantiste est enfin confirmée. C'est le départ de sa carrière internationale. Elle fait ses débuts à l'Opéra de Vienne en 1968, en Reine de la nuit de La flûte enchantée, à La Scala de Milan en 1969, dans le rôle de Pamira dans L'Assedio di Corinto, auprès de Marilyn Horne et Thomas Schippers, au Royal Opera House de Londres en 1970, dans Lucia di Lammermoor, et elle reprend le rôle de Cléopâtre pour ses débuts au Teatro Colon de Buenos Aires.
C'est au New York City Opera qu'elle connaîtra ses plus grands triomphes. Le directeur artistique Julius Rudel monte pour elle de somptueuses productions de Manon de Massenet, de la trilogie des reines de Donizetti, Anna Bolena, Maria Stuarda et surtout Roberto Devereux. Sills apparaît aussi à Boston et Philadelphie, où elle ajoute à son répertoire Il Barbiere di Siviglia, et les opéras de Bellini, I Capuleti ed i Montecchi, I Puritani, Norma. Après de nombreux épisodes conflictuels avec Rudolf Bing, le manager du Metropolitan Opera de New York, Sills y fait finalement ses débuts au dans une reprise de l'opéra L'Assedio di Corinto, le 7 avril 1975. 
Tout au long des années 1970, adorant communiquer sa passion au public, Sills se produit régulièrement à la télévision américaine, et fait la une de Time Magazine, qui la salue comme étant « The Queen of Opera », sa popularité atteignant des sommets. Un surnom, Bubbles (petites bulles, lui est couramment donné.  
Sills quitte la scène en 1980, et devient directrice du New York City Opera jusqu'en 1989. 
Sills a laissé plusieurs enregistrements couvrant la majorité de ses meilleurs rôles, notamment, La Traviata, Manon, Anna Bolena, Maria Stuarda, Roberto Devereux, I Puritani, Lucia di Lammermoor, etc. 
Beverly Sills fut mariée à Peter Greenough, avec qui elle eut deux enfants handicapés. Sills s'éteint à New York, foudroyée par un cancer du poumon.

## Hommage
- Elle est inscrite au National Women's Hall of Fame.

## Discographie
- Bellini and Donizetti Heroines, dir. Jalas, Westminster 1968
- Operatic Recital, Private Edition, 1967
- Verdi, La Traviata, avec Nicolai Gedda, Rolando Panerai, dir.Ceccato, Angel Records, 1971
- Donizetti, Lucia di Lammermoor, avec Carlo Bergonzi, Piero Cappuccilli, dir. Schippers, EMI 1971

## Note
1. ↑  Numéro de contrôle de la Bibliothèque du Congrès (identifiant de publication).
2. 1 2 3  (en) Rupert Christiansen, Prima Donna, Penguin, p. 321
3. ↑   The New York Times, 9 juin 1956, p. 26